# Phantasy Star III: Generations of Doom
Phantasy Star III: Generations of Doom ( ファンタシースターIII ?,  Toki no Keishōsha: Phantasy Star III) è un videogioco di ruolo sviluppato e pubblicato nel 1990 da SEGA per Sega Mega Drive.
Terzo capitolo della saga di Phantasy Star, le sue due caratteristiche principali sono quelle di essere l'unico dei quattro della serie principale ad avere una trama distaccata dalla sua ambientazione principale, oltre ad essere una storia a bivi, risultante in quattro diversi finali.

## Trama
Rhys, principe del regno orakiano di Landen, si appresta a convolare a nozze con Maya, una misteriosa ragazza naufragata sulle rive del suo regno senza alcun ricordo delle sue origini e della sua identità, ma delle mostruose creature volanti la rapiscono nel bel mezzo della cerimonia, e Rhys é costretto ad inseguire i rapitori e a riportare indietro Maya.
La vicenda si dipanerá ben oltre il salvataggio di Maya, coinvolgendo infatti anche il figlio e il nipote di Rhys, aiutati nel corso di tutta la trama da dei cyborg in grado di trasformarsi in diversi veicoli; la storia prenderà i risvolti più diversi in base alle scelte del giocatore su quale ragazza sposerà alla fine di ogni generazione, concludendosi così in quattro diversi finali.